# 1915
Évszázadok: 19. század – 20. század – 21. század
Évtizedek: 1860-as évek – 1870-es évek – 1880-as évek – 1890-es évek – 1900-as évek – 1910-es évek – 1920-as évek – 1930-as évek – 1940-es évek – 1950-es évek – 1960-as évek
Évek: 1910 – 1911 – 1912 – 1913 –  1914 – 1915 – 1916 – 1917 – 1918 – 1919 – 1920

## Események

### Határozott dátumú események
- január 24. – Az első doggerbanki csata. (Az Északi-tengeren, a brit és német csatacirkáló-kötelékek között lezajlott ütközet brit győzelemmel zárult.)[1]
- február 3. – Szarajevóban kivégzik Ferenc Ferdinánd három halálra ítélt gyilkosát (Cabrinovics, Jovanovics, Ilics).
- február 4. – Németország hadi területté nyilvánítja a Nagy-Britannia körüli tengereket; a Mazuri-tavaknál zajló „téli csata” újabb német sikere az oroszok felett (február 4–22.).
- február 5. – Párizsban az angliai, franciaországi és oroszországi cseh és szlovák szervezetek tanácskozást tartanak a csehszlovák államalapítás programjáról. (Az amerikai szervezetek nem csatlakoznak a kezdeményezéshez.)[2]
- február 18. – Németország megkezdi az Anglia elleni tengeralattjáró-háborút. (A német flotta vezérkari főnöke – a császári jóváhagyás birtokában – az Anglia és Írország körüli vizeket hadiövezetnek minősítette, s bejelentette, hogy minden szövetséges kereskedelmi hajót megtámadnak.)[3]
- február 19. – Az angol és a francia hadihajók elkezdik lőni a Dardanellák külső erődjeit, illetve megszállják a tengerszorossal szemben fekvő két szigetet, Lemnoszt és Tenedoszt, hogy azokon flottabázist alakítsanak ki.[4]
- február 20. – Megjelenik a piacon a Fővárosi Serfőző Rt. új terméke, a Hősök söre.
- március 1. – Elindul az első autóbuszjárat Budapesten (1917 és 1921 között szünetelt az autóbusz-közlekedés).[5]
- március 4. – Az orosz kormány memorandumot juttat el szövetségeseihez, amelyben azt kívánta, hogy ismerjék el a Dardanellákra vonatkozó orosz igényt. (Néhány nappal később ez meg is történt. Rekompenzációként a cár az Oroszországgal nem határos török birtokok majdani sorsát az angolok és a franciák kezébe helyezte.)[4]
- március 18. – Kezdetét veszi a Dardanellák elleni angol–francia flottatámadás. (A szövetséges haditengerészeti erők megkísérelték áttörni a szűk tengerszoroson, de kudarcot vallottak.)[4]
- március 22. – A galíciai Przemyśl védői – miután az élelmiszer- és lőszerkészletek elfogytak, és az erődöket felrobbantották – feladják a várat.[6] (A zömében magyarokból álló védősereg – 9 tábornok, 93 törzs- és 2500 főtiszt, valamint 117 000 katona, közel 120 000 fő – orosz hadifogságba került. A foglyok elszállítása a cári birodalom belsejébe április 8-áig tartott.)[7]
- április 3. – A 28. (prágai) gyalogezred harc nélkül megadja magát az oroszoknak. (Ferenc József április 17-én feloszlatja az ezredet. Az eset nyomán csehellenes kampány kezdődik az egész Monarchiában.)[2]
- április 13. – Oroszországi csehek és szlovákok memorandumban kérik Szergej Szazonov külügyminisztertől egy cseh hadsereg felállítását.[2]
- április 22. – A németek a nyugati fronton, Ypres térségében először használnak nagyobb mennyiségben harci gázokat.[8]
- április 24. – Az oszmán török kormány összegyűjt és bebörtönöz körülbelül kétszázötven örmény értelmiségit, majd még aznap éjjel valamennyiüket meggyilkolja. Ez a dátum tekinthető az örmény népirtás kezdetének.
- április 25. – Kezdetét veszi a szövetségesek Dardanellák elleni szárazföldi akciója.[4]
- április 26. – Az antanthatalmak és Olaszország szerződése a hadba lépésről.[9] (A szerződésben jelentős délszláv területeket – Isztria, adriai-tengeri szigetek, Dalmácia egy része – ígérnek Olaszországnak, ha csatlakozik hozzájuk.)[10][11]
- április 27. – Torpedótalálat következtében elsüllyed a francia flotta egyik büszkesége, a Léon Gambetta páncélos cirkáló.[12]
- április 29. – Gurini csata
- május 1.
  - Egy német tengeralattjáró elsüllyeszti az amerikai Gulflight nevű tankert, mely nagy nemzetközi felháborodást váltott ki.[3]
  - Londonban Jugoszláv Bizottság alakul a Monarchiából emigrált délszláv politikusokból Ante Trumbić vezetésével. (Az antanthoz intézett memorandumukban célul az összes délszláv terület föderatív államban való egyesítését jelölik meg. Elképzelésük eltér a szerb kormányétól, amely centralizált délszláv államot akar létrehozni szerb vezetéssel.)[10]
- május 2. – A központi hatalmak Gorlicénél és Tarnównál áttörik az orosz frontot.[7]
- május 4. – Olaszország formailag is felmondja a Hármas szövetséget.
- május 7. – Az RMS Lusitania utasszállító hajót megtorpedózza egy német U20-as tengeralattjáró és 18 perc alatt elsüllyed. (Az áldozatok száma 1201 fő volt.)[13]
- május 10. – Az első Zeppelin-támadás London ellen.
- május 21. – Letartóztatják Karel Kramář képviselőt és Josef Scheinert, a Cseh Sokol egyesület elnökét, a titkos bizottság (maffia) tagjait. (Scheinert két hónappal később szabadon engedik. Kramář – és több társa – ellen 1916-ban per indult, melyben halálra ítélték oroszországi kapcsolatai miatt – bár a „Szláv Birodalomra” vonatkozó terve nem tudódott ki –, de 1917. július 2-án – amikor összesen 719 cseh elítélt került szabadlábra – amnesztiával szabadult.)[2]
- május 23. – Olaszország – a londoni paktum értelmében, az Antant oldalán belép az I. világháborúba és – hadat üzen az Osztrák–Magyar Monarchiának.[9]
- június 2. – Kiderül, hogy az RMS Lusitania illegális fegyvereket szállított, amik a torpedótalálat következtében felrobbantak, ezért süllyedt el olyan gyorsan a hajó.
- június 3. – A szövetséges német és osztrák–magyar csapatok visszafoglalják Przemyślt.[7]
- június 6. – Tomáš Masaryk Husz János máglyahalálának 500. évfordulóján előadást tart Genfben, először követelve nyilvánosan az önálló csehszlovák állam megteremtését.[2]
- június 12. – Szerb csapatok bevonulnak Tiranába.[14]
- június 22. – A szövetséges német és osztrák–magyar erők visszafoglalják az orosz kézen lévő Lemberget.[8]
- június 23. – Az olasz fronton megkezdődik az első isonzói csata, amelyet 1917. november 19-éig további tizenegy ütközet követ.[15]
- július 18. – A 2. isonzói csata kezdete. (A harcok augusztus 10-ig folytatódnak.)[15]
- július 24. – Elsüllyed az SS Eastland utasszállító hajó.
- augusztus 5. – A németek elfoglalják Varsót.[16]
- augusztus 20. – Olaszország hadat üzen az Oszmán Birodalomnak.
- augusztus 26. – A német erők kezére kerül Breszt-Litovszk, Kurland és Litvánia egésze.[8]
- szeptember 3. – Edvard Beneš Svájcba emigrál. (A prágai titkos bizottság vezetését Přemysl Šámal veszi át.)[2]
- szeptember 6. – Szövetségesi szerződést írt alá Bulgária a központi hatalmakkal.[6]
- szeptember 14. A osztrák–magyar és német csapatok által megszállt Lengyel Királyság (Kongresszusi Lengyelország) területét 2 főkormányzóságra osztják fel.[16]
- szeptember 30. – Megérkeznek az első antantcsapatok a Szaloniki-öbölbe.[17]
- október 5. – Angol-francia partraszállás Szalonikiben.
- október 6. – A központi hatalmak tüzérségi előkészítését követően – Mackensen német tábornagy vezetésével – megkezdődik az osztrák–magyar és német alakulatok átkelése a szerbiai határfolyókon. (Kezdetét veszi a Szerbia elleni hadjárata.)[18]
- október 9. – A Monarchia csapatai bevonulnak Belgrádba.[6]
- október 14. –  Bulgária hadat üzen Szerbiának.[17]
- október 15. –  Nagy-Britannia hada üzen Bulgáriának.[17]
- október 16.
  - Franciaország hadat üzen Bulgáriának.[17]
  - Bulgária megtámadja Szerbiát.[17]
- október 18. – A 3. isonzói csata kezdete. (A harcok november 5-éig húzódnak el.)[15]
- október 19.
  - Japán csatlakozik az 1914. szeptember 5-ei londoni egyezményhez.
  - A balkáni halálmars kezdete.[18]
- október 20. – Oroszország hadat üzen Bulgáriának.[17]
- október 22. – Az amerikai Szlovák Liga és a cseh Nemzeti Szövetség képviselői Clevelandben megállapodást írnak alá, hogy támogatják Csehország és Szlovákia föderatív egyesülését, széles körű autonóm jogokat biztosítva Szlovákiának.[19]
- október 23. – Fiume Susak városrészéből a Jellasics ezred katonái horvát zászlók alatt megszállták Fiumét és feldúlták a város főbb közintézményeit.
- október 28. –  A Magyar Tengermellék utolsó magyar kormányzója, Jekelfalussy Zoltán és a magyar állami rendőrség szervei elhagyták a Fiumét.
- október 29.
  - René Viviani utódaként Aristide Briand az új francia miniszterelnök.
  - A magyarországi Vörös Kereszt Egylet központi választmánya egy 500 ágyas szófiai kórház felállításáról dönt, s november 2-án útnak is indult az egy főmegbízott-helyettesből, egy főorvosból, két orvosból, öt szigorló orvosból, húsz önkéntes és hivatásos ápolónőből, valamint egy gyógyszerészből és huszonöt egészségügyi katonából álló különítmény. (A kórház egészen 1918 októberéig működött.)[20]
- november 9–12. – A negyedik isonzói csata.[15]
- november 14. – A cseh Külföldi Bizottság alapító nyilatkozata ünnepélyesen harcot hirdet Ausztria–Magyarország ellen, a cseh függetlenség kivívása érdekében.[19]
- november 21. – Olaszország csatlakozik a londoni egyezményhez (1914. szeptember 5.).
- november 24–28. – Mackensen seregei győzelmet aratnak Rigómezőnél; a szerb hadsereg maradéka Albániába vonul vissza.[21]
- december 7. – Károlyi Mihály nagy kormányellenes választójogi beszéde a képviselőházban.[22]
- december 21. – I. Miklós montenegrói király békét kér Ferenc Józseftől.[10]
- december 29. – A Magyarországon bevezetik a kenyérjegyet; a rendelet 1916. január 10-én lép hatályba.[23]

### Határozatlan dátumú események
- június eleje – A 36. Mladá Boleslav-i gyalogezred átáll az oroszokhoz.[2]

## Az év témái

### 1915 a filmművészetben
- február 1. – William Fox megalapítja a Fox Film Corporationt.
- május 20. – Louis B. Mayer, Richard Rowland és James C. Clarke létrehozza a Metro Pictures Corporation stúdiót.
- Egy nemzet születése – rendező D. W. Griffith
- Les Vampires – rendező Louis Feuillade
- A falu rossza – rendező Pásztory M. Miklós
- Göre Marcsa lakodalma – rendező Damó Oszkár
- Havasi Magdolna – rendező Garas Márton[24]
- Liliomfi – rendező Janovics Jenő[24]
- Lyon Lea – rendező Korda Sándor
- Tetemrehívás – rendező Garas Márton[24]

### 1915 az irodalomban
- április –  Megjelenik Kassák Lajos Eposz Wagner maszkjában című verseskötete.[25]

### 1915 a sportban
- Az NB1-et ebben az évben az első világháború miatt nem rendezik meg.

### 1915 a tudományban
- november – Albert Einstein általános relativitáselméletéről előadássorozatot tart a Porosz Tudományos Akadémián, majd közzéteszi elméletét.
- F. W. Twort brit bakteriológus publikálja a bakteriolízisről írt azon tanulmányát, amelyben feltételezi, hogy a jelenség oka a baktériumok valamely élősködője. Ezzel a bakteriofágia társfelfedezőjévé válik.
- Az Amerikai Egyesült Államokban szabadalmaztatják a crossbar kapcsolást(wd).[5]

### 1915 a zenében
- Román népi táncok (Bartók), először zongorára, majd vonószenekarra.
- Kodály Zoltán: Szólószonáta (gordonkára).

## Születések
- január 3. – Sennyei Vera, magyar színésznő († 1962)
- január 6. – Csák Ibolya, olimpiai bajnok magasugró († 2006)
- január 6. – Szentgyörgyi Dezső († 1971)
- január 17. – Benedek István, magyar orvos, író, művelődéstörténész († 1996)
- január 30. – Joachim Peiper SS ezredes († 1976)
- február 1. – Marosán Gyula, festőművész († 2003)
- február 11. – Patrick Leigh Fermor brit író, utazó és katona († 2011)
- február 21. – Anton Vratuša szlovén politikus, szlavista, újságíró († 2017)
- február 28. – Zero Mostel amerikai színész, a New York-i Broadway színpadainak népszerű komikusa († 1977)
- március 5. – Kilián József magyar munkás, építőipari miniszterhelyettes († 1974)
- március 8. – Gyarmathy Tihamér, Kossuth-díjas festőművész († 2005)
- március 8. – Tapio Rautavaara, finn énekes, sportoló, filmszínész († 1979)
- március 12. – Fejes Tóth László, magyar matematikus, geométer, az MTA tagja († 2005)
- március 15. – 
  - Caterina Boratto, olasz színésznő († 2010)
  - Gyulányi Eugénia magyar színésznő († 2018)
- április 1. – Cseres Tibor, író († 1993)
- április 4. – Muddy Waters, amerikai blueszenész († 1983)
- április 11. – Kesztyűs Loránd orvos, immunológus, az MTA tagja, a magyarországi immunológia úttörő jelentőségű alakja († 1979)
- április 15. – Gróf Ödön, úszó († 1997)
- április 20. – Szeleczky Zita, színésznő, filmszínésznő († 1999)
- május 6. – Orson Welles, amerikai filmrendező, színész († 1985)
- május 12. – Roger Schütz-Marsauche, a taizéi közösség alapítója († 2005)
- május 15. – Mario Monicelli, olasz rendező, forgatókönyvíró († 2010)
- május 15. – Paul Samuelson amerikai közgazdász († 2009)
- június 9. – Les Paul, gitáros († 2009)
- június 10. – Saul Bellow, Nobel-díjas amerikai író († 2005)
- június 15. – Thomas Huckle Weller, Nobel-díjas amerikai virológus († 2008)
- június 16. – John W. Tukey, statisztikus († 2000)
- július 2. – Antonio Mariscal mexikói műugró, edző, a Mexikói Olimpiai Bizottság tiszteletbeli tagja († 2010)
- július 4. – Fábián Gyula magyar zoológus, kísérleti régész, egyetemi tanár († 1985)
- július 7. – Margaret Walker, amerikai írónő († 1998)
- augusztus 29. – Ingrid Bergman, svéd színésznő († 1982)
- szeptember 3. – Szalai Pál könyvkereskedő, 1944–1945-ben a Nyilaskeresztes Párt rendőrségi összekötője († 1994)
- szeptember 4. – Lengyel Árpád, olimpiai bronzérmes, Európa-bajnok úszó († 1993)
- szeptember 23. – Kaszab Zoltán entomológus, talajbiológus, az MTA tagja, 1970–1985 között a Magyar Természettudományi Múzeum főigazgatója († 1986)
- október 5. – Nemes Katalin zongoraművész és -tanár († 1991)
- október 17. – Arthur Miller, amerikai író († 2005)
- november 24. – Lőrincze Lajos, magyar nyelvész  († 1993)
- november 25. – Augusto Pinochet Ugarte, chilei katonatiszt, diktátor († 2006)
- november 27. – Babóthy Ferenc gazdálkodó, politikus, országgyűlési képviselő († 2004)
- november 28. – Konsztantyin Mihajlovics Szimonov, orosz író, költő († 1979)
- november 30. – Henry Taube, Kémiai Nobel-díjas kanadai születésű amerikai kémikus († 2005)
- december 2. – Mikasza japán császári herceg († 2016)
- december 5. – Benjámin László, költő († 1986)
- december 7. – Eli Wallach, amerikai színész († 2014)
- december 9. – Elisabeth Schwarzkopf, német szoprán opera-énekesnő († 2006)
- december 12. – Frank Sinatra, amerikai énekes, táncos († 1998)
- december 19. – Édith Piaf, francia énekesnő († 1963)

## Halálozások
- január 2. – Goldmark Károly, zeneszerző (* 1830)
- március 12. – Márkus József, Budapest polgármestere (* 1852)
- március 13. – Szergej Juljevics Witte, orosz politikus, az Orosz Birodalom első miniszterelnöke (* 1849)
- április 3. – Nadežda Petrović szerb festőnő, Szerbia leghíresebb fauvista festője (* 1873)
- április 16. – Richard Lydekker, angol zoológus, geológus és természetről író (* 1849)
- április 19. – Lovik Károly magyar író, újságíró (* 1874)
- május 9. – Wittmann Viktor, a legelső magyar repülőgépgyár (Magyar Repülőgépgyár Rt) első műszaki igazgatója (* 1889)
- június 25. – Békássy Ferenc, magyar költő, író, esszéista (* 1893)
- július 20. – Galimberti Sándor, magyar festőművész (* 1883)
- augusztus 16. – Széll Kálmán, politikus, miniszterelnök (* 1843)
- augusztus 28. – Drávecz Alajos, néprajzi író, hősi halált halt Szlovákiában (* 1866)
- augusztus 29. – Julius von Payer, osztrák–magyar monarchiabeli katonatiszt, sarkkutató, hegymászó, térképész és tájképfestő (* 1841)
- szeptember 1. – Gelléri Mór, közgazdasági szakíró, a magyar iparfejlesztés kiemelkedő alakja (* 1854)
- szeptember 14. – Abonyi Andor költő, ügyvéd (* 1887)
- szeptember 24. – Kühár István magyarországi szlovén író, népdalgyűjtő (* 1882)
- október 13. – Las Torres Béla úszó (* 1890)
- november 5. – Újházi Ede magyar színész, jellemkomikus, a realista színjátszás egyik úttörője (* 1841)

## Nobel-díjasok
- A Nobel-díjat a svéd Alfred Nobel alapította, 1901 óta adják át, melyet a Svéd Királyi Tudományos Akadémia ítél oda a tudomány, az irodalom és humanitárius területen kimagasló eredményt elért magánszemélyeknek, illetve intézményeknek.

| Fizikai            | Sir William Henry Bragg és William Lawrence Bragg angol fizikusok |
| Kémiai             | Richard Martin Willstätter német kémikus                          |
| Orvosi-fiziológiai | nem adták ki                                                      |
| Irodalmi           | Romain Rolland, francia író                                       |
| Béke               | nem adták ki                                                      |